# Bun venit în junglă
Bun venit în junglă (în engleză The Rundown) este un film american de comedie de acțiune din 2003 regizat de Peter Berg și scris de James Vanderbilt și R.J. Stewart. Rolurile principale au fost interpretate de actorii Dwayne Johnson, Seann William Scott, Christopher Walken, Rosario Dawson și William Lucking.

## Distribuție
- The Rock - Beck
- Seann William Scott - Travis Walker
- Rosario Dawson - Mariana
- Christopher Walken - Cornelius Hatcher
- Ewen Bremner - Declan
- Jon Gries - Harvey
- Ernie Reyes, Jr. - Manito
- William Lucking - Billy Walker
- Antonio Muñoz - Kontiki Rebel
- Stephen Bishop - Knappmiller
- Arnold Schwarzenegger - Bar Patron (nemenționat, cameo)